# Penryn (Pensilvania)
Penryn es un lugar designado por el censo ubicado en el condado de Lancaster en el estado estadounidense de Pensilvania. En el Censo de 2010 tenía una población de 1024 habitantes y una densidad poblacional de 208,09 personas por km².

## Geografía
Penryn se encuentra ubicado en las coordenadas 40°11′45″N 76°22′11″O / 40.19583, -76.36972. Según la Oficina del Censo de los Estados Unidos, Penryn tiene una superficie total de 4.92 km², de la cual 4.89 km² corresponden a tierra firme y (0.68%) 0.03 km² es agua.

## Demografía
Según el censo de 2010, había 1024 personas residiendo en Penryn. La densidad de población era de 208,09 hab./km². De los 1024 habitantes, Penryn estaba compuesto por el 96.58% blancos, el 0.39% eran afroamericanos, el 0.1% eran amerindios, el 0.39% eran asiáticos, el 0% eran isleños del Pacífico, el 2.05% eran de otras razas y el 0.49% pertenecían a dos o más razas. Del total de la población el 1.86% eran hispanos o latinos de cualquier raza.